# I'll Be Your Baby Tonight
'I'll Be Your Baby Tonight' is een nummer uit 1967 van de Amerikaanse singer-songwriter Bob Dylan. Het werd uitgebracht op Dylans achtste studioalbum John Wesley Harding. Naast Dylan werkten ook Pete Drake (steelgitaar), Charlie McCoy (basgitaar) en Kenneth Buttrey (drums) mee aan het nummer.
Dylan speelde het nummer voor het eerst live bij zijn optreden met The Band op het Isle of Wight Festival op 31 augustus 1969. Sindsdien heeft hij het nummer meer dan 400 keer live gespeeld.

## NPO Radio 2 Top 2000
| Nummer met noteringen in de NPO Radio 2 Top 2000 | '00  | '01 | '02  | '03  | '04  | '05  | '06 | '07  | '08  |
| ------------------------------------------------ | ---- | --- | ---- | ---- | ---- | ---- | --- | ---- | ---- |
| I'll Be Your Baby Tonight                        | 1440 | -   | 1915 | 1902 | 1882 | 1863 | -   | 1759 | 1965 |

1. ↑  Een '-' betekent dat het nummer niet was genoteerd en een vetgedrukt getal geeft de hoogste notering aan.
2. ↑  2000 was het eerste jaar met een notering voor dit nummer.
3. ↑  Deze tabel is bijgewerkt tot en met de laatste editie (2024).

## Versie van Robert Palmer en UB40
In oktober 1990 brachten Robert Palmer en UB40 een coverversie van het nummer uit. Dit nummer kenmerkt zich door de reggaepop-stijl. Het werd als single uitgebracht en werd met name in Europa een grote hit. In Nieuw-Zeeland stond de plaat een week lang op nummer 1. Het nummer staat op het album Don't Explain van Robert Palmer.